# Francisco Mascarenhas, Governador de Macau
Francisco Mascarenhas foi um aristocrata português que exerceu as funções de Governador de Macau, cargo de que foi o primeiro titular.

## Biografia
Filho de Dom Nuno Mascarenhas, Senhor de Palma, e de Dona Isabel de Castro, acompanhou Dom Francisco da Gama, 4º Conde da Vidigueira para a Índia quando este foi nomeado Vice-Rei da Índia em 1622 e no ano seguinte foi nomeado 1.º Governador de Macau.
Ficou célebre por mandar construir uma muralha entre a Fortaleza de São Paulo e o Bairro de Patane que foi destruída pelo  Senado de Macau a mando do mandarim da cidade. Este foi o primeiro dos muitos conflitos que viriam a surgir entre os governadores de Macau e o Senado da cidade.